# Os Irmãos Corsos (telenovela de 1955)
Os Irmãos Corsos foi uma telenovela brasileira escrita por J. Silvestre, baseada no livro homônimo de Alexandre Dumas, pai. Lançada em 28 de outubro de 1955, na TV Tupi, foi exibida às quartas-feiras e sextas-feiras, às 20h35 e substituiu Michel Strogoff de Júlio Verne.

## Produção
Em 1953 foi lançado o filme The Bandits of Corsica (sequência de The Corsican Brothers de 1941 protagonizado por Douglas Fairbanks Jr. e Ruth Warrick), protagonizado por Richard Greene, Paula Raymond e Raymond Burr e baseados na obra Os Irmãos Corsos de Alexandre Dumas. O sucesso do filme no Brasil foi grande ao ponto dos cinemas reproduzirem ambos os filmes (o de 1941 e o 1953). Em 1955 chegou ao país a versão argentina Los hermanos corsos. A popularidade das adaptações das obras de Dumas levou o escritor e redator da TV Tupi J. Silvestre a adaptar a obra para a televisão. A novela “Os Irmãos Corsos” foi encenada ao vivo às quartas e sextas no horário das 20h30 entre 28 de outubro e 30 de dezembro de 1955. Foi substituída por outra obra de Dumas, O Conde de Monte Cristo.
O ator José Parisi atuou na versão de 1966 dessa mesma novela, na mesma emissora.

## Elenco
- José Parisi ..... Luís Franchi[4]
- Astrogildo Filho[4]
- Lolita Rodrigues ..... condessa Gravini[4]
- Adriano Stuart[4]
- David Neto ..... Colona[5]
- Luís Orione[4]
- Heitor de Andrade[4]
- Turíbio Ruiz ..... Paoli[5]
- Araken Saldanha[5]
- Percy Aires[5]